# Робертстаун
Робертстаун (англ. Robertstown; ирл. Baile Riobaird, Бале-Рибард) — деревня в Ирландии, находится в графстве Килдэр (провинция Ленстер).

## Демография
Население — 621 человек (по переписи 2006 года). В 2002 году население составляло 375 человек.
Данные переписи 2006 года:
| Общие демографические показатели |               |                               |                               |      |      |
| Всё население                    | Всё население | Изменения населения 2002—2006 | Изменения населения 2002—2006 | 2006 | 2006 |
| 2002                             | 2006          | чел.                          | %                             | муж. | жен. |
| 375                              | 621           | 246                           | 65,6                          | 308  | 313  |